# Region Boucle du Mouhoun
Region Boucle du Mouhoun – jeden z 13 regionów w Burkinie Faso, znajdujący się w północno-zachodniej części kraju.
W skład regionu wchodzi 6 prowincji:
- Balé
- Banwa
- Kossi
- Mouhoun
- Nayala
- Sourou